# ويلارد أميس هولبرووك
ويلارد أميس هولبرووك (بالإنجليزية: Willard Ames Holbrook)‏ هو عسكري أمريكي، ولد في 23 يوليو 1860 في Arkansaw, Wisconsin ‏ في الولايات المتحدة، وتوفي في 18 يوليو 1932 في واشنطن العاصمة في الولايات المتحدة.